# 8780 Форте
8780 Форте (8780 Forte) — астероїд головного поясу, відкритий 13 червня 1975 року.
Тіссеранів параметр щодо Юпітера — 3,617.